# Château de Montaigu (Mayenne)
Pour les articles homonymes, voir Château de Montaigu.
Le Château de Montaigu est un château français situé à Argentré, dans le département de la Mayenne et la région des Pays de la Loire. Il est situé à 2 kilomètres au Sud du bourg..

## Désignation
- Montaigu, ferme (Carte de Cassini).

## Histoire
Un château a été bâti par Stanislas Hardy de Lévaré, avant 1831. Le propriétaire à la fin du XIXe siècle était Camille Letourneurs du Val, maire de Louvigné..

## Sources et bibliographie
- « Château de Montaigu (Mayenne) », dans Alphonse-Victor Angot et Ferdinand Gaugain, Dictionnaire historique, topographique et biographique de la Mayenne, Laval, A. Goupil, 1900-1910 [détail des éditions] (BNF 34106789, présentation en ligne)